# 師宗県
師宗県（ししゅう-けん）は、中華人民共和国雲南省曲靖市に位置する県。

## 歴史
1724年（至元11年）に州制が施行された際に、部族長の氏名により羅雄州が設置された。明代に羅平州と改称される。1770年（乾隆35年）に県に改変され現在に至る。

## 行政区画
下部に3街道、4鎮、3民族郷を管轄する。
- 街道
  - 丹鳳街道、漾月街道、大同街道
- 鎮
  - 雄壁鎮、葵山鎮、彩雲鎮、竹基鎮
- 民族郷
  - 竜慶イ族チワン族郷、五竜チワン族乡、高良チワン族ミャオ族ヤオ族郷

## 交通

### 鉄道
- 中国鉄路総公司
  - 南昆線

（昆明方面）- 秧草地駅 - 長坡嶺駅 - 師宗駅 - 新安駅 - 中寨駅 -（南寧方面）

### 道路
- 高速道路
  - 汕昆高速道路
- 国道
  - G324国道